# 링크 (젤다의 전설)
링크(일본어: リンク, Link)는 닌텐도가 제작한 젤다의 전설 시리즈의 주인공이다. 미야모토 시게루에 의해 만들어졌다.

## 모습

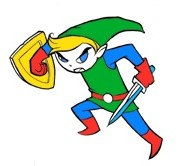
링크의 팬아트

머리카락 색이 분홍색→갈색→노란색으로 바뀌었다. 가끔 갈색이었다가 노랑으로 변하는 오류를 볼 수 있다(기사단 복장을 입지 않을 때는 갈색이었다가 기사단 복장을 입을 때 노란색으로 변하는 일이 많다). 눈동자색은 파란색이다. 녹색인 기사단 복장을 입으며, 시리즈마다 다른 옷을 입고 있다. 하이랄인이어서 귀가 뾰족하게 튀어나와있다.

## 성우
- 시간의 오카리나, 무쥬라의 가면: 타키모토 후지코, 히야마 노부유키(미래, 귀신링크)
- 젤다의 전설 바람의 지휘봉, 젤다의 전설 몽환의 모래시계: 마츠모토 사치
- 젤다의 전설 황혼의 공주: 사사누마 아키라
- 젤다의 전설 대지의 기적: 코다이라 유우키
- 젤다의 전설 스카이워드 소드: 오오하라 타카시
- 젤다의 전설 신들의 트라이포스,

젤다의 전설 트라이포스 삼총사, 젤다의 전설 꿈꾸는 섬: 사이가 미츠키
- 젤다의 전설 브레스 오브 더 와일드: 타카나시 켄고

## 성격
주로 말이 없으며 몸짓으로 표현하거나 다른 사람이 말해준다. (스카이워드 소드에서는 선택하는 방식으로 말한다. )젤다가 납치되기 전이나 평온할 때에는 어리버리한 모습을 보이다가 젤다가 납치된 뒤에는 용감해진다. 충고를 받으면 고치려고 노력하는 모습을 보인다. 아이템을 얻으면 그 아이템을 높이 치켜든다.(이때 젤다의 전설 특유의 효과음이 나온다.)

## 특징
칼을 무기로 사용한다. 칼을 등에다 보관하고 있으며 (젤다의 전설 브레스 오브 더 와일드 제외) 아이템을 얻을 시에는 높이 치켜든다.
방패도 사용한다. 공격을 하거나 대미지를 받을 때 링크의 목소리를 들을 수 있다. 왼손잡이이나 스카이워드 소드, 브레스 오브 더 와일드에서는 wii 조작 방식의 특성상 편의를 위하여 오른손잡이로 변경되었다.